# ببیت (مینه‌سوتا)
ببیت، مینه‌سوتا (به انگلیسی: Babbitt, Minnesota) یک شهر در ایالات متحده آمریکا است که در مینه‌سوتا واقع شده‌است.

## خصوصیات
ببیت ۲۷۶٫۴۰ کیلومترمربع مساحت و ۱٬۴۷۵ نفر جمعیت دارد و ۴۵۲ متر بالاتر از سطح دریا واقع شده‌است.